# کریم ملیانی
کریم ملیانی (انگلیسی: Karim Meliani؛ زادهٔ ۳ سپتامبر ۱۹۸۷) بازیکن فوتبال اهل الجزایر است.
از باشگاه‌هایی که در آن بازی کرده‌است می‌توان به باشگاه فوتبال ستاره سرخ، باشگاه ورزشی آمیان، و باشگاه فوتبال المپیک شلف اشاره کرد.